# Hopewell, Virginia
Hopewell är en stad (independent city) och countyfritt område i den amerikanska delstaten Virginia med en folkmängd som enligt United States Census Bureau uppgår till 22 591 invånare (2010).
Den äldsta stadsdelen City Point är sedan 1923 en del av staden Hopewell. City Point grundades år 1613 och var tidigare en självständig kommun.